# Сан Габриел (Мексико)
Сан Габриел (на испански: San Gabriel) е град в щата Халиско, югозападно Мексико. Населението му е около 16 000 души (2015).
Разположен е на 806 метра надморска височина в Трансмексиканския вулканичен пояс, на 32 километра западно от Гусман и на 55 километра северно от Колима. Селището е основано през 1576 година от индианци, покръстени от францискански мисионери.

## Известни личности
Родени в Сан Габриел
- Хуан Рулфо (1917 – 1986), писател